# Colaspidea smaragdula
Colaspidea smaragdula är en skalbaggsart som först beskrevs av J. L. Leconte 1857.  Colaspidea smaragdula ingår i släktet Colaspidea och familjen bladbaggar. Inga underarter finns listade i Catalogue of Life.